# Sofjino (rejon ramieński)
Sofjino (ros. Софьино) – wieś (sieło) w Rosji, w obwodzie moskiewskim, w rejonie ramieńskim. W 2010 liczyła 2260 mieszkańców.